# Elisabeth Whitworth Scott

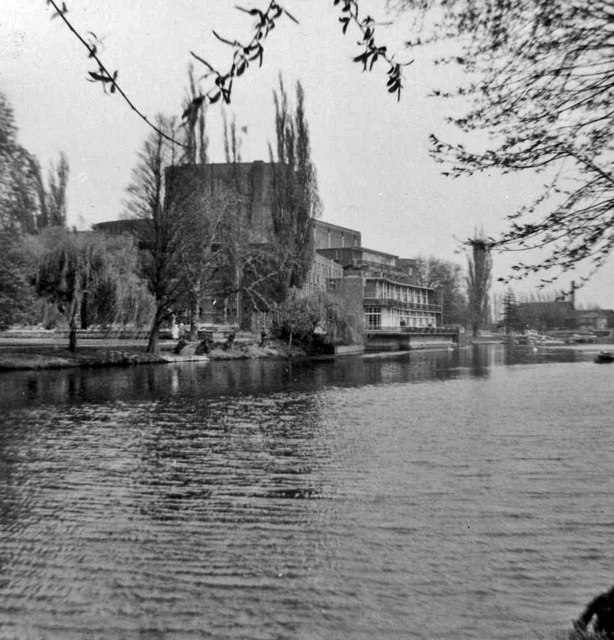
Teatro Royal Shakespeare, Stratford-on-Avon, Warwickshire, fotografía tomada en 1965.

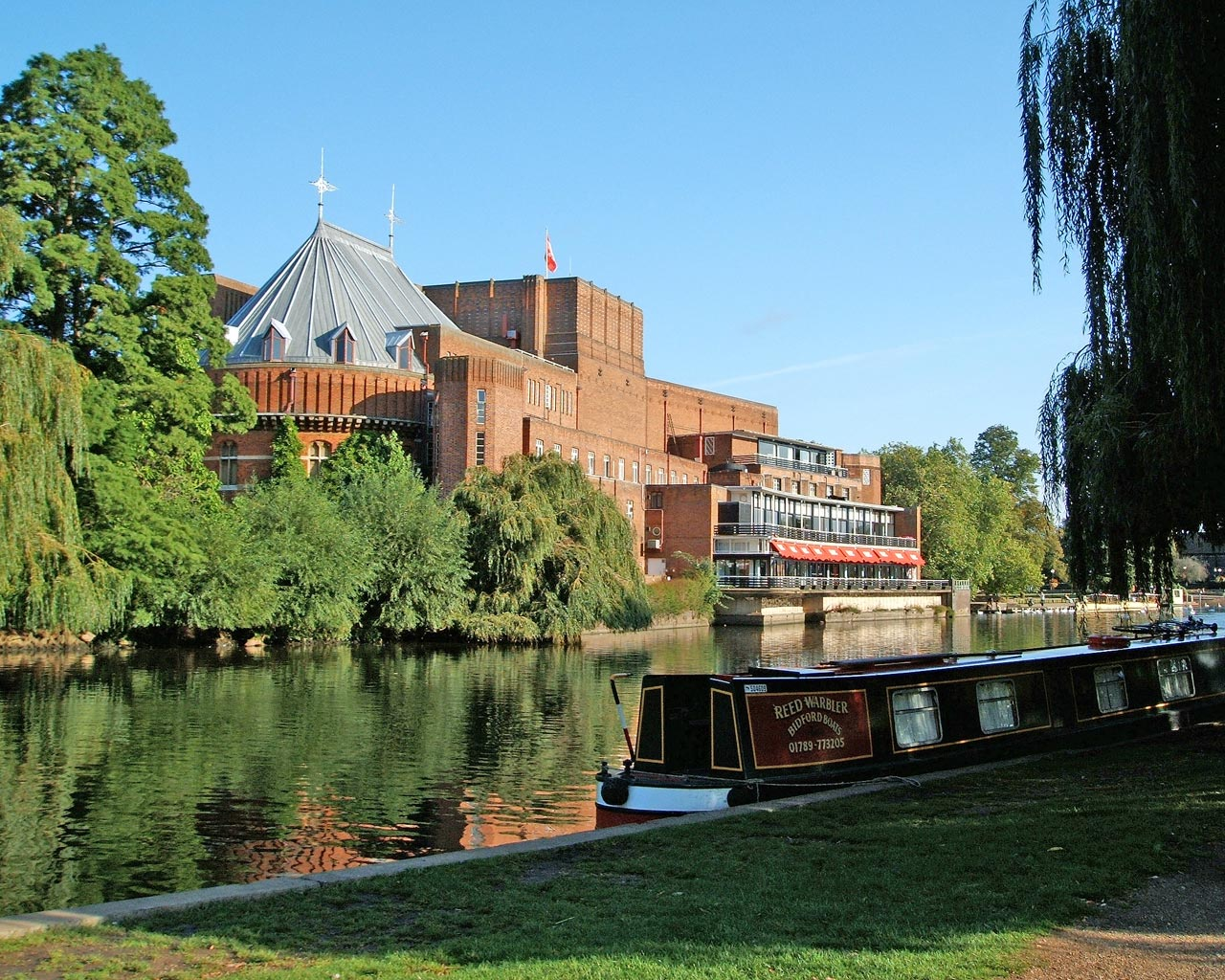
Teatro Royal Shakespeare, visto desde la otra orilla del río Avon, septiembre de 2006.

Elisabeth Whitworth Scott (20 de septiembre de 1898, Bournemouth, Inglaterra – 19 de junio de 1972, Poole en Dorset, Inglaterra) arquitecta inglesa que ganó en 1928 el concurso internacional para la construcción del nuevo Teatro Shakespeare Memorial en Stratford-upon-Avon, Inglaterra. Fue la única mujer en una competencia de más de 70 arquitectos y la primera mujer en proyectar un edificio público en Inglaterra.

## Primeros años

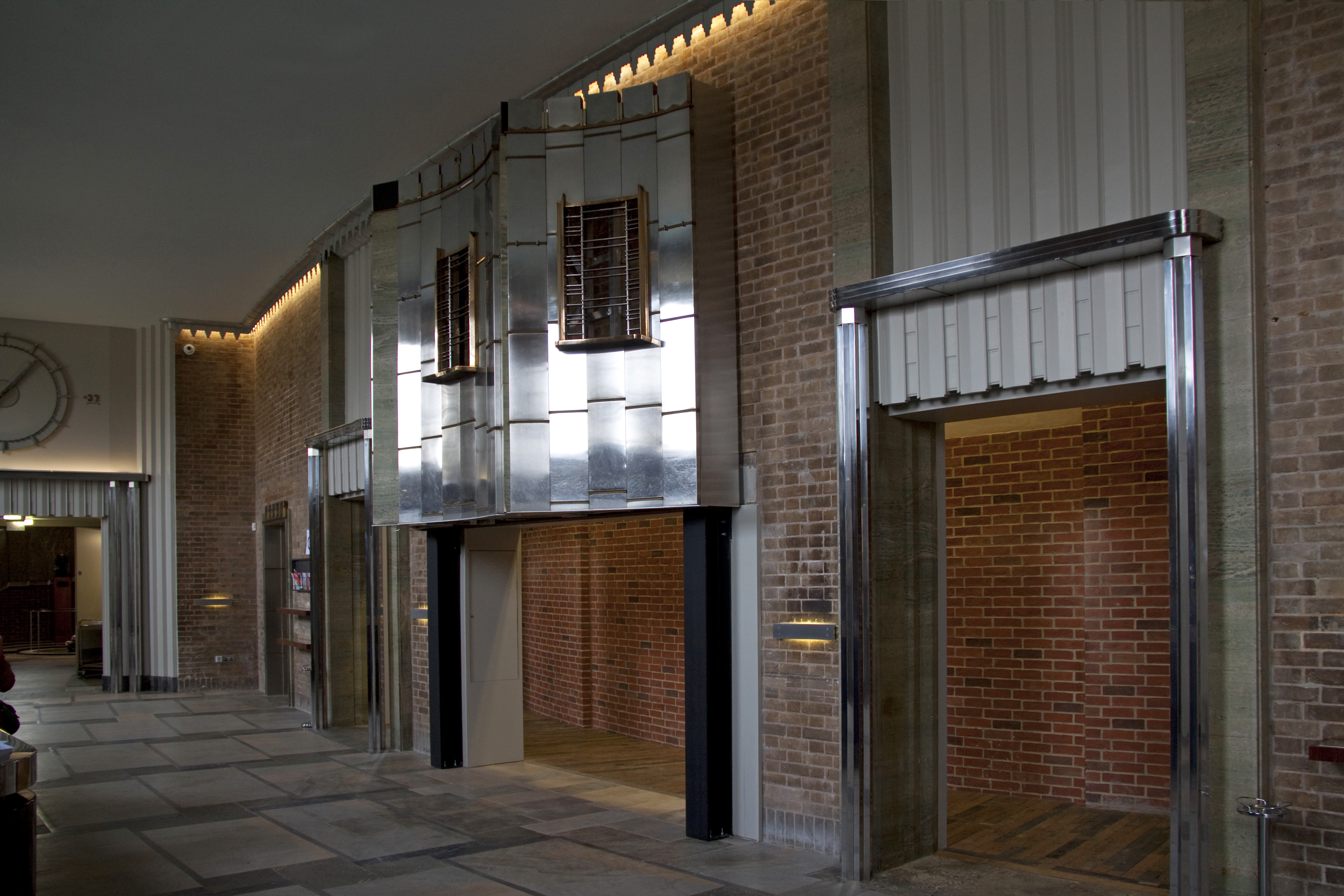
Hall de Entrada original al Teatro Royal Shakespeare, en 1930. Fotografía tomada en 2010.

Scott nació en Bournemouth, Inglaterra, una de los diez hijos de Bernard Scott, médico cirujano. Fue educada en su casa hasta la edad de catorce años, momento en el cual se inscribió en la Redmoor School, en Bournemouth. En 1919 comenzó sus estudios de arquitectura en la escuela de Architectural Association´s en Bedford Square, Londres, donde se graduó en 1924. A pesar de admitir mujeres en sus cursos, los directivos de la misma consideraban las capacidades de las mujeres limitadas a “la arquitectura decorativa y doméstica en lugar de la planificación de edificios de gran escala”.

## Trayectoria
Su logro y su decisión de emplear, en lo posible, arquitectas para asistirla en el diseño y construcción de Stratford fue funcional a la apertura de la profesión a las mujeres. 
En 1927, se llamó a concurso para el diseño del Teatro Royal Shakespeare. A pesar de su corta edad, el jurado la eligió para diseñar uno de los más prestigiosos edificios públicos de Inglaterra. En ese momento ella estaba trabajando para el estudio de Maurice Chesterton en Hampstead, Londres, quien acordó supervisar sus propuestas. Además tuvo como colaboradores a dos estudiantes de Architectural Association: Alison Sleigh y John Chiene Shepherd. Luego de haber ganado la competencia, los cuatro formaron una sociedad para desarrollar el proyecto.
Debido a la falta de teatros contemporáneos en Gran Bretaña, surgió la necesidad de mirar antecedentes de teatros en el extranjero, por lo cual a principios de 1928 Scott, Chesterton, William Bridges-Adams, el director artístico del teatro, y Archibald Flower, en representación de la junta, recorrieron Europa, especialmente Alemania para estudiar las nuevas tipologías y técnicas. En 1930 comenzó la construcción del teatro, el cual fue inaugurado en el aniversario del nacimiento de Shakespeare, el 23 de abril de 1932. El éxito de Elisabeth Scott fue una oportunidad para alentar a las mujeres a entrar en la profesión de arquitecto. Como miembro del Junior Council of the London y de National Society for Women’s Service Scott actuó promoviendo la inclusión de las mujeres en las profesiones lideradas por hombres. Scott, cuando fue posible, empleó arquitectas mujeres para trabajar con ella.
Scott se retiró en 1968 a la edad de setenta años, sólo cuatro años después de su jubilación, falleció en Poole en Dorset, el lunes 19 de junio de 1972.

## Obras
Scott, Shepherd y Breakwell crearon una nueva sociedad y fueron responsables de varios proyectos como:
- “Class E House”, parte de la Exposición Modern Homes en Gidea Park en Londres en 1934 para demostrar a las autoridades de vivienda y planificación, constructores y el público en general las mejoras hechas en la vivienda moderna. La intención era elevar el nivel de la vivienda, tanto en Londres y los suburbios y en el resto de Gran Bretaña.
- Albergue para cocheros, The Wharrie en Londres, en 1935.
- Jardín de Infantes Homer Farm en Henley, en 1936.
- Edificio Fawcett en Newham College de Cambridge, en 1938, que incluyó la remodelación de algunas habitaciones en los edificios antiguos y la adición de un nuevo bloque de habitaciones y nuevas instalaciones sanitarias.

## Premios y reconocimientos
Ganó en 1928 el concurso internacional para la construcción del nuevo Teatro Royal Shakespeare en Stratford-upon-Avon.